# Foujia Huda
Foujia Huda (bengalisch ফৌজিয়া হুদা জুঁই Fouzia Huda Jui; geb. 21. Februar 1985 in Bangladesch) ist eine ehemalige bangladeschische Sprinterin.
Sie trat bei den Olympischen Sommerspielen 2000 in Sydney an. Über 100 m schied sie im Vorlauf aus.